# Normenausschuss Werkstofftechnologie im DIN
Der Normenausschuss Werkstofftechnologie (NWT) im DIN Deutsches Institut für Normung e. V. ist für die nationale, europäische und internationale Normung auf den Gebieten der Pulvermetallurgie, Wärmebehandlungstechnik und Lasertechnik zuständig.

## Geschichte
Der NWT feiert im Jahr 2013 seinen 40. Geburtstag.

## Normgebiete
Auf dem Gebiet der Pulvermetallurgie werden folgende Normungsarbeiten durchgeführt:
- Normung von Begriffen,
- Werkstoffeigenschaften,
- Werkstoffbehandlung und -bearbeitung und
- erforderliche Prüfverfahren für Pulver, Sintermetalle und Hartmetalle.

Auf dem Gebiet der Wärmebehandlungstechnik erfolgt die Normung von
- Begriffen,
- Wärmebehandlungsverfahren,
- Prüfverfahren und
- Anforderungen an Wärmebehandlungsanlagen und Wärmebehandlungsmitteln.[7]

## Wichtige Publikationen des NWT (in Auswahl)
- DIN-Taschenbuch 218: Werkstofftechnologie 1 – Wärmebehandlungstechnik. 5. Auflage. Beuth Verlag, 2007, ISBN 978-3-410-16534-7.

## Organisation
Der NWT hat seine Sacharbeit derzeit in vier Fachgebieten organisiert:
- Fachbereich 01: Pulvermetallurgie
- Fachbereich 02: Wärmebehandlungstechnik
- Fachbereich 03: Lasertechnik
- Fachbereich 04: Additive Fertigungsverfahren.[1]